# 达玛烷
达玛烷（Dammarane）是一种四环三萜，分子式C
30H
54，是一些皂苷元的分子骨架，而这类皂苷就称为达玛烷型。例如，它是原人参三醇和原人参二醇的分子骨架。
达玛烷和羊毛甾烷的区别在于甾环13号位上少一个甲基，8号位上多了一个甲基。